# Liste der Monuments historiques in Saint-André-le-Bouchoux
Die Liste der Monuments historiques in Saint-André-le-Bouchoux führt die Monuments historiques in der französischen Gemeinde Saint-André-le-Bouchoux auf.

## Liste der Bauwerke
| Bezeichnung     | Beschreibung | Standort | Kennzeichnung | Schutzstatus | Datum | Bild           |
| --------------- | ------------ | -------- | ------------- | ------------ | ----- | -------------- |
| Kirche St-André |              | (Lage)   | PA00116543    | Inscrit      | 1947  | weitere Bilder |

## Liste der Objekte
- Monuments historiques (Objekte) in Saint-André-le-Bouchoux in der Base Palissy des französischen Kultusministeriums